# Wullschlaegelia
Wullschlaegelia is een geslacht met twee soorten uit de orchideeënfamilie, onderfamilie Epidendroideae.
Het geslacht komt voor in Midden- en Zuid-Amerika en in de Caraïben.

## Naamgeving en etymologie
De geslachtsnaam Wullschlaegelia is een eerbetoon aan Heinrich Rudolf Wullschlägel (1805-1864), een Duits orchideeënverzamelaar.

## Kenmerken
Wullschlaegelia zijn terrestrische, blad- en bladgroenloze epiparasieten met een kort, rechtopstaand rizoom en lange, fijne wortels. De lange, bleke, rechtopstaande stengel draagt enkel een paar schubben en een eindstandige, slanke maar dichtbloemige bloemtros. De hele plant is dicht met vertakte haren bezet.
De bloemen zijn zelfbestuivend, klein en wit, al dan niet geresupineerd, met zijdelingse kelk- en kroonbladen die samen een buis vormen. Het bovenste kelkblad is vrijstaand, puntig, ovaal tot breed lancetvormig, de zijdelingse hebben aan de basis een zakvormige uitstulping. De bloemlip is lang en smal, vooraan breder, eenlobbig, concaaf, en zitten samen met de zijdelingse kelkbladen rechtstreeks vast op de voet van het gynostemium. Het gynostemium is kort en stevig met een brede voet, een licht gebogen helmknop met twee ingesnoerde, korrelige pollinia vastgehecht aan een viscidium zonder caudiculum.

## Taxonomie
Wullschlaegelia wordt tegenwoordig samen met de geslachten Calypso en Corallorhiza en nog enkele ander tot de tribus Calypsoeae gerekend.
Het geslacht telt twee soorten. De typesoort is W. aphylla.
- Wullschlaegelia aphylla (Sw.) Rchb.f. (1863)
- Wullschlaegelia calcarata Benth. (1881)

Geslachten: Aplectrum · Calypso · Changnienia · Corallorhiza · Cremastra · Dactylostalix · (Didiciea) · Ephippianthus · Govenia · Oreorchis · Tipularia · Yoania · Wullschlaegelia